# ジャンヌ・ダルク (装甲巡洋艦)
|          | |
| 艦歴     | |
| 発注     | トゥーロン工廠 |
| 起工     | 1896年10月24日 |
| 進水     | 1899年6月8日 |
| 就役     | 1903年3月10日 |
| 退役     | 1928年 |
| 除籍     | 1933年2月15日 |
| その後   | 1934年7月9日、解体のため売却 |
| 前級     | ポテュオ |
| 次級     | ゲイドン級 |
| 性能諸元 | |
| 排水量   | 基準：11,090トン、満載：-トン |
| 全長     | 145.40m -m(水線長) |
| 全幅     | 19.4m |
| 吃水     | 8.1m |
| 機関     | ギョ・ド・タンブル式石炭専焼水管缶36基＋直立型膨張式レシプロ機関3基3軸                                                                                            |
| 最大出力 | 33.000hp |
| 最大速力 | 21.8ノット |
| 航続距離 | -ノット/-海里(石炭：1,970トン) |
| 乗員     | 651名 |
| 兵装     | Model 1893 19.4cm(40口径)単装速射砲2基 Model 1893 13.8cm(45口径)単装速射砲14基 Model 1885 47mm単装機砲16基 オチキス 37mm回転式機関砲6基 45cm水中魚雷発射管単装2基 |
| 装甲     | 舷側：40～150mm（水線面主装甲） 甲板：66mm(水平面)、35mm(傾斜部) 主砲防盾：120～160mm 司令塔：150mm                                                               |

ジャンヌ・ダルク (Jeanne d'Arc) はフランス海軍の装甲巡洋艦。同型艦はない。
1895年度海軍計画により通商破壊作戦を外洋で行えるように大型化された船体を持つ。設計者はルイ＝エミール・ベルタンで艦名は「オルレアンの乙女」（la Pucelle d'Orléans）の異名を持つジャンヌ・ダルクに因む。

## 艦形

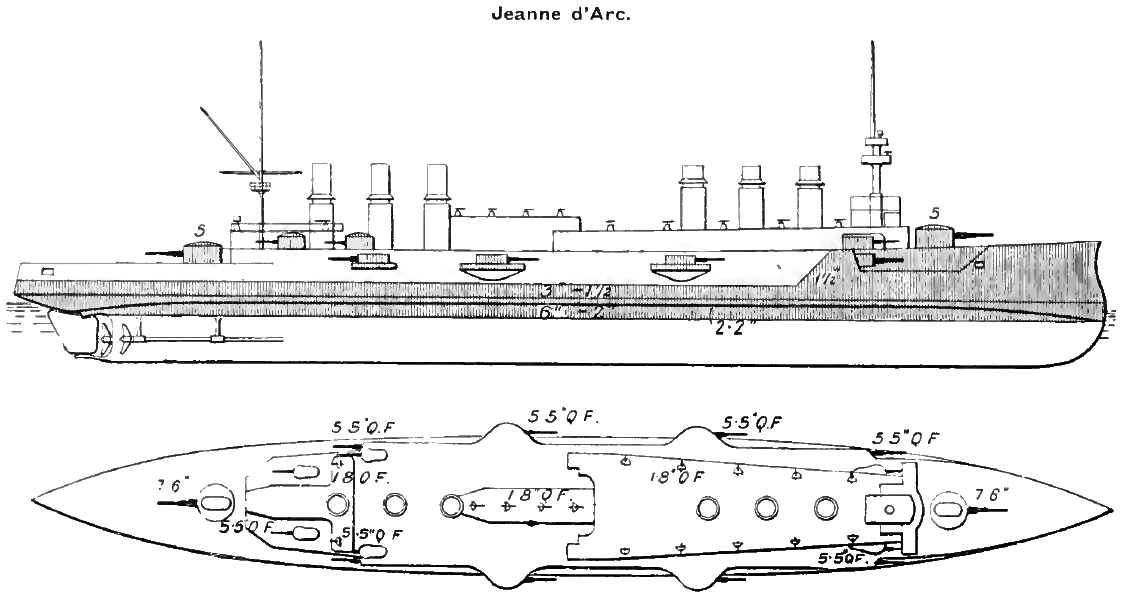
本艦の武装・装甲配置を示した図。

船体形状はフランス巡洋艦で長らく主流となってきたタンブル・ホーム式の船体を廃止し、没個性的なデザインとなった。基本的に高い乾舷を持つ長船首楼型船体で外洋での凌波性は良好であった。
艦首から前向きに19.4cm単装主砲塔1基を配置、艦橋構造は箱型とし、その上にミリタリー・マストが立つ。
艦橋の背後に6本の煙突が立っているが、ボイラー室を前後に振り分けた缶室分離配置を採っているために煙突は3番煙突と4番煙突の間は広く取られている。
煙突の周囲は艦載艇置き場となっており、艦載艇用の揚収クレーン片舷4基計8基が立つ。6番煙突から後ろは簡便な単脚檣、そこから甲板一段分下がって、後ろ向きに19.4cm単装主砲塔1基が載る。
副砲は舷側に等間隔に配置された張り出し部から13.8cm単装速射砲が配置され片舷7基計14基を持つ。

## 艦歴
ツーロン工廠（Arsenal de Toulon）で建造。1896年10月24日起工。1899年6月8日進水。1903年3月10日就役。
1903年4月14日に「ジャンヌ・ダルク」は大統領エミール・ルーベを乗せてマルセイユからアルジェへ向かい、帰路ではビゼルトで大統領を乗せてマルセイユに戻った。深刻なボイラーの問題発生により「ジャンヌ・ダルク」は9月14日に予備役となり、10月8日に試験のため人員が配置されるも、11月15日に修理のため退役。1905年に再び人員が配置されるも、8月6日には予備役となった。
1906年、地中海艦隊に編入。1908年2月、ジブラルタル沖でボイラーの爆発事故が起き、死者5名を出した。同年から士官候補生用の練習巡洋艦への改装が行われ、1912年10月からの1回目の航海ではブラジルのバイーア、ナポリ、クロンシュタット、ベルゲン、トロンハイムなどを訪れた。1913年10月10日からの次の航海ではインド洋へ向かった。

### 第一次世界大戦
第一次世界大戦勃発時、「ジャンヌ・ダルク」はシェルブールの第2軽戦隊（2e escadre légère）に属していた。開戦後、第2軽戦隊はイギリス海峡の哨戒などに従事した。
1915年4月、「ジャンヌ・ダルク」は地中海へ向かった。「ジャンヌ・ダルク」はTreboukiとムドロス島へ向かう兵員輸送船団を護衛し、続いて4月24日から26日にガリポリ半島への上陸支援で艦砲射撃を行った。4月26日には「ジャンヌ・ダルク」は150mm砲弾2発を受けた。1発目は138.6mm砲のスポンソンを損傷させて死傷者を生じさせた。2発目は不発で、士官室と石炭庫を貫通して缶室の通路で止まった。1発目はスポンソン上の砲の防楯で炸裂し、2発目は石炭庫内で止まったとも。
その後はオスマン帝国領沿岸の封鎖などに従事する。「ジャンヌ・ダルク」の行動には以下のようなものがある。
- 1915年5月9日、Makryの兵舎などを攻撃[13]。
- 5月30日、ヤッファの貯油施設を攻撃[13]。
- 5月31日、Caiffaの貯油施設を攻撃[13]。
- 6月2日、トリポリの貯油施設などを攻撃[13]。
- 7月4日、アレクサンドレッタのドイツ領事館を攻撃[13]。
- 8月12日、ヤッファの軍需品工場などを攻撃[13]。
- 8月30-31日、ルアド島の占領に参加[13]。
- 12月16日、Caiffaの冶金工場などを攻撃[13]。
- 12月28日、カステロリゾ島の占領に参加[13]。
- 1916年1月7日と9日、Caiffaなどの鉄道駅を攻撃[13]。

1917年、「ジャンヌ・ダルク」は西インド諸島配備となる。11月21日に「ジャンヌ・ダルク」はブレストに戻った。
戦後は練習巡洋艦に戻り、9度の航海を行った。1928年退役。1930年、建造中の練習巡洋艦に感銘を譲って「ジャンヌ・ダルクII」と改名された。1933年2月15日除籍。1934年7月9日に解体のため売却された。

## 参考図書
- 「世界の艦船増刊第50集　フランス巡洋艦史」(海人社)